# Vierschanzentournee 1984/85

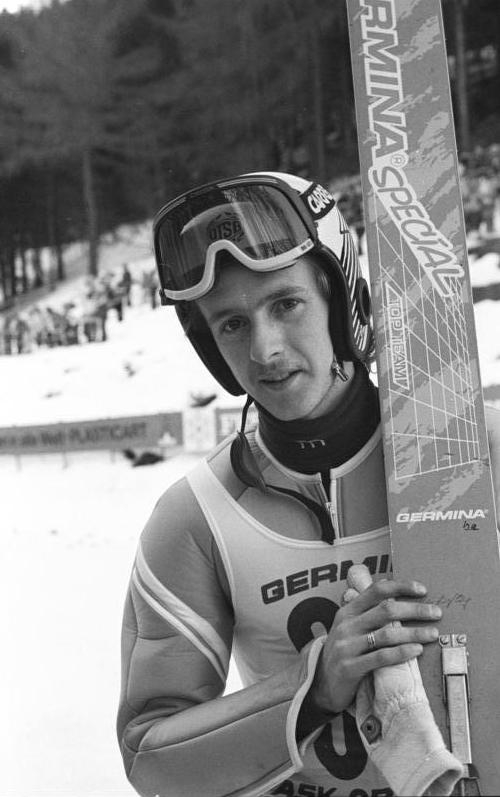
Jens Weißflog

Die 33. Vierschanzentournee 1984/85 war Teil des Skisprung-Weltcups 1984/1985.
Das Springen in Oberstdorf fand am 30. Dezember 1984 statt, am 1. Januar 1985 das Springen in Garmisch-Partenkirchen und am 4. Januar 1985 das Springen in Innsbruck. Die Abschlussveranstaltung in Bischofshofen wurde am 6. Januar 1985 durchgeführt. Wie im Vorjahr gewann Jens Weißflog aus der DDR die traditionsreiche Tournee.

## Nominierte Athleten
Nach den Olympischen Winterspielen in Sarajewo, bei der die beiden großen Protagonisten des Skispringens der 1980er Jahre, Matti Nykänen aus Finnland und Jens Weißflog aus der DDR, jeweils Olympiasieger geworden waren, wartete nun die Fachwelt auf eine Neuauflage dieses Duells bei der 33. Vierschanzentournee. Diese war zugleich das erste Aufeinandertreffen der gesamten Weltspitze, da die DDR-Spitzenspringer anders als die restliche Weltspitze nicht den Flug nach Übersee angetreten hatten, wo in Thunder Bay und Lake Placid jeweils zwei Weltcupspringen stattgefunden hatten. Und dort hatte sich der Trainerwechsel bei den Austria-Adlern bemerkbar gemacht. Andreas Felder gewann alle vier Springen und sein Teamkamerad Ernst Vettori wurde in drei von vier Sprungwettbewerben jeweils Dritter. Knapp vier Wochen vor den in Seefeld stattfindenden Nordischen Skiweltmeisterschaften war dies für die gastgebende Nation Österreich nach dem eher enttäuschenden Abschneiden bei Olympia mehr als ein Hoffnungszeichen. Zum Favoritenkreis zählte weiterhin die starke finnische Mannschaft um ihren Superstar Matti Nykänen, der nach einer Knieoperation schon wieder gut in Form war. Für Achtungszeichen sorgten außerdem die wieder erstarkten Tschechoslowaken um den Weltcupdritten des Vorjahres Pavel Ploc, aber auch der immer besser werdende Jiří Parma. Auch die Norweger mussten zu den Favoriten gezählt werden. Angesichts ihrer Auswahl an Spitzenspringern konnten sie es sich leisten, einen Roger Ruud zu Hause zu lassen. Er war aber nicht der einzige bekannte Springer, der fehlte. Der zweimalige Tourneegewinner Hubert Neuper konnte die Chance beim traditionellen Weihnachtsspringen in St. Moritz nicht nutzen und wurde vom neuen Trainer Paul Ganzenhuber nicht für die ersten Acht berücksichtigt. Bliebe noch die DDR-Auswahl um ihr Aushängeschild Jens Weißflog, der neben dem Olympiasieg 1984 auch den Gesamtweltcup gewonnen hatte. Mit Klaus Ostwald und dem wieder nominierten Manfred Deckert hatte die DDR-Mannschaft zwei weitere internationale Spitzenspringer dabei, mit Frank Sauerbrey wurde erstmals seit einigen Jahren wieder ein Springer aus Oberhof nominiert. Generell platzte die Tournee mehr und mehr aus allen Nähten. Sage und schreibe 116 Springer aus 17 Ländern gingen insgesamt bei allen vier Springen an den Start. Dabei fehlte mit Japan sogar eine traditionsreiche Skisprungnation. Zur großen Springerzahl trug auch der Umstand bei, das mehr Nationen als früher das volle Mannschaftskontingent von acht Springern ausnutzten, wie die Finnen und nunmehr auch die US-Amerikaner. ÖSV-Auswahltrainer Ganzenhuber ließ in Innsbruck und Bischofshofen außerdem noch zusätzlich 16 österreichische Springer an den Start gehen.
| Nation             | Athleten |
| ------------------ | --- |
| BR Deutschland     | Thomas Klauser, Georg Waldvogel, Peter Rohwein, Andreas Bauer, Wolfgang Steiert, Lorenz Wegscheider, Uli Boll, Thomas Haßlberger, Thomas Dufter, Jürgen Winterhalder, Andreas Hiemer, Rolf Schilli, Wolfgang Dilger Eckhard Reichertz Michael Schiele, Michael Blank, |
| DDR                | Klaus Ostwald, Jens Weißflog, Ulf Findeisen, Holger Freitag, Manfred Deckert, Frank Sauerbrey |
| Österreich         | Andreas Felder, Richard Schallert, Armin Kogler, Adolf Hirner, Franz Neuländtner, Ernst Vettori, Werner Haim, Günther Stranner, Hubert Neuper, Raimund Resch, Heinz Koch, Rupert Hirner, Thomas Feuerstein, Harald Haim, Bernhard Zauner, Manfred Steiner, Wolfgang Margreiter, Christoph Beck, Bernhard Winkler, Paul Erat, Harald Rodlauer, Norbert Moertl, Rudi Pürstl, Robert Kueffe, Erich Kreuzer |
| Bulgarien          | Wladimir Brejtschew, Walentin Boschkow, Kiril Petkow |
| Finnland           | Matti Nykänen, Pentti Kokkonen, Markku Pusenius, Jari Puikkonen, Tuomo Ylipulli, Jukka Kalso, Pekka Suorsa, Juha Lappalainen |
| Frankreich         | Gérard Colin, Bernard Guillaume, Eric Breche, Patric Dubiez, Frédéric Berger |
| Italien            | Massimo Rigoni, Antonio Lacedelli, Sandro Sambugaro, Lido Tomasi |
| Jugoslawien        | Miran Tepeš, Vasja Bajc, Primož Ulaga, Janez Stirn, Robert Kaštrun, Bojan Globočnik, Tomaž Dolar |
| Kanada             | Horst Bulau, Ron Richards, David Brown |
| Norwegen           | Roger Ruud, Per Bergerud, Olav Hansson, Rolf Åge Berg, Hroar Stjernen, Halvor Persson, Ole Christian Eidhammer, Ole Gunnar Fidjestøl |
| Polen              | Piotr Fijas, Bogdan Zwijacz, Jan Kowal |
| Schweiz            | Christian Hauswirth, Pascal Reymond, Gérard Balanche, Fabrice Piazzini |
| Spanien            | Jose Rivera, Bernat Solà, Rojelio Sastre |
| Sowjetunion        | Alexander Taranow, Gennadi Prokopenko, Juri Golowschtschikow, Jewgeni Vashurin, Andrei Werweikin, Sergei Osernych |
| Tschechoslowakei   | Bohumil Vacek, Jiří Parma, Pavel Ploc, Ladislav Dluhoš, Miroslav Polák, Martin Švagerko |
| Ungarn             | László Fischer, Gábor Gellér |
| Vereinigte Staaten | Mike Holland, Nils Stolzlechner, Landis Arnold, Reed Zuehlke, Rick Mewborn, Zane Palmer, Dennis McGrane, Mark Konopacke |

## Oberstdorf
Zwar hatte Olympiasieger Weißflog mit nur knapp 50 Trainingssprüngen auf Schnee eine eher durchwachsene Vorbereitung, doch der Vorjahressieger ließ im ersten Training mit der größten Weite von 112 m aufhorchen. Bereits einen Tag später schob sich aber der Österreicher Vettori beim Training ins Rampenlicht, so dass es neben Nykänen und dem Weltcupführenden Felder mehrere Anwärter auf den Sieg im Auftaktspringen gab. Nachdem zur Präparierung der Schanze noch Schnee vom Brenner geholt werden musste, erlebten am Wettkampftag 16.00 Zuschauer dichtes Schneetreiben, was die Springer vor allem im Auslauf enorm bremste. Vettori machte bereits im ersten Durchgang mit der Schanzenrekordweite von 116 m und 57 von 60 möglichen Haltungspunkten den Tagessieg klar. Damit lag er vor Landsmann Andreas Felder und dem überraschend starken Norweger Bergerud. Erst dann folgten Nykänen und Weißflog. Im zweiten Durchgang ließ der Wind etwas nach, so dass nicht mehr die ganz großen Weiten zustande kamen. Allerdings konnte Vettori auch da mit 115 m glänzen und gewann so vor Nykänen, der sich von Rang vier noch auf Rang zwei vorschob. Andreas Felder belegte den dritten Platz. Bergerud rutschte nach schwächeren 103 m noch auf den 7. Platz ab.
- Datum: 30. Dezember 1984[3]
- Land:  BR Deutschland
- Schanze: Schattenbergschanze

| Pos. | Springer        | Land             | Punkte |
| ---- | --------------- | ---------------- | ------ |
| 1    | Ernst Vettori   | Österreich       | 235,4  |
| 2    | Matti Nykänen   | Finnland         | 223,9  |
| 3    | Andreas Felder  | Österreich       | 220,4  |
| 4    | Jens Weißflog   | DDR              | 216,7  |
| 5    | Klaus Ostwald   | DDR              | 211,7  |
| 6    | Pavel Ploc      | Tschechoslowakei | 210,1  |
| 7    | Per Bergerud    | Norwegen         | 206,6  |
| 8    | Armin Kogler    | Österreich       | 202,3  |
| 9    | Piotr Fijas     | Polen            | 200,4  |
| 10   | Martin Švagerko | Tschechoslowakei | 198,5  |

## Garmisch-Partenkirchen
- Datum: 1. Januar 1985[4]
- Land:  BR Deutschland
- Schanze: Große Olympiaschanze

Bei ruhigem Winterwetter im vom Schneemangel gekennzeichneten Garmisch gelang Jens Weißflog ein souveräner Tagessieg. Nachdem Klaus Ostwald im Probesprung 104 m erzielt hatte, entschloss sich die Jury zu einer Anlaufverkürzung, was dazu führte, dass es im Wettkampf genau einen Sprung über 100 m gab, Weißflogs 102,5 m im zweiten Durchgang. Der Oberwiesenthaler führte bereits nach Durchgang eins vor seinem Mannschaftskollegen Ostwald. Mitfavorit Nykänen belegte Rang neun während die Österreicher Vettori und Felder mit den Rängen 13 und 20 schon enorm an Boden verloren hatten. Nach dem zweiten Durchgang siegte Weißflog vor dem Finnen Puikkonen, der sich noch an Ostwald vorbeischob. Nykänen auf Rang acht wie auch Vettori und Felder mit den Platzierungen zehn und elf verloren wichtige Punkte in der Gesamtwertung, die nun Weißflog vor Vettori anführte.
| Zwischenstand nach 2 Springen | Zwischenstand nach 2 Springen | Zwischenstand nach 2 Springen |
| Pos.                          | Springer                      | Punkte                        |
| ----------------------------- | ----------------------------- | ----------------------------- |
| 01.                           | Weißflog                      | 426,8                         |
| 02.                           | Vettori                       | 419,1                         |
| 03.                           | Nykänen                       | 412,3                         |
| 04.                           | Ostwald                       | 408,3                         |
| 05.                           | Felder                        | 402,5                         |
| 06.                           | Bulau                         | 389,7                         |

| Pos. | Springer       | Land             | Punkte |
| ---- | -------------- | ---------------- | ------ |
| 1    | Jens Weißflog  | DDR              | 210,1  |
| 2    | Jari Puikkonen | Finnland         | 197,9  |
| 3    | Klaus Ostwald  | DDR              | 196,6  |
| 4    | Hroar Stjernen | Norwegen         | 193,6  |
| 5    | Horst Bulau    | Kanada           | 192,3  |
| 6    | Jiří Parma     | Tschechoslowakei | 192,2  |
| 7    | Piotr Fijas    | Polen            | 188,8  |
| 8    | Matti Nykänen  | Finnland         | 188,4  |
| 9    | Rolf Åge Berg  | Norwegen         | 187,2  |
| 10   | Ernst Vettori  | Österreich       | 183,7  |

## Innsbruck
- Datum: 4. Januar 1985[6]
- Land:  Österreich
- Schanze: Bergiselschanze

Durch den Umbau der Schanze am Bergisel für die Nordischen Skiweltmeisterschaften in Seefeld war die Innsbrucker Schanze für alle Springer mehr oder weniger Neuland. Hinzu kamen noch widrige Windverhältnisse und Schneetreiben. Nach den Trainingssprüngen hatten die Gastgeber mit Felder, Vettori und Kogler einen guten Eindruck hinterlassen, doch im ersten Durchgang stahl Pavel Ploc allen die Show. Mit 112 m, die zugleich Schanzenrekord bedeuteten, sah er bereits wie der uneinholbare Tagessieger aus, da zum Beispiel Weißflog mit 103,5 m oder Nykänen mit 105 m schon einige Meter fehlten. Vettori mit 96 m und Felder gar nur mit 93 m verabschiedeten sich hingegen bereits nach dem ersten Durchgang endgültig vom Kampf um den Gesamtsieg. Aber auch der zweite Durchgang war nicht frei von Schwierigkeiten, so wurde er letztlich nach dem Sturz des Norwegers Stjernen bei 110,5 m nochmals neu angesetzt. Diese Verzögerung tat dem Führenden Ploc offensichtlich nicht gut, denn mit nur 98 m war es um den Tagessieg geschehen. Dafür machten nun die zwei verbliebenen Siegfavoriten Nykänen und Weißflog den Sieg unter sich aus. Anders als im Vorjahr hatte diesmal der Finne die Nase vorn, er konnte sich auf 110 m steigern, während der Sachse einen Meter kürzer sprang. Da er allerdings nur 3,5 Punkte auf Nykänen verlor, behielt Weißflog die Gesamtführung vor dem Finnen. Nykänen war vor dem Abschlussspringen auch noch der einzige Konkurrent, der Weißflog den zweiten Tourneesieg streitig machen konnte. Bemerkenswert waren die Plätze drei und vier für Ploc und Parma aus dem tschechoslowakischen Team, welches im Tourneeverlauf immer besser in Schwung kam.
| Zwischenstand nach 3 Springen | Zwischenstand nach 3 Springen | Zwischenstand nach 3 Springen |
| Pos.                          | Springer                      | Punkte                        |
| ----------------------------- | ----------------------------- | ----------------------------- |
| 01.                           | Weißflog                      | 642,6                         |
| 02.                           | Nykänen                       | 631,6                         |
| 03.                           | Ostwald                       | 611,2                         |
| 04.                           | Vettori                       | 610,6                         |
| 05.                           | Felder                        | 599,1                         |
| 06.                           | Ploc                          | 596,2                         |

| Pos. | Springer             | Land             | Punkte |
| ---- | -------------------- | ---------------- | ------ |
| 1    | Matti Nykänen        | Finnland         | 219,3  |
| 2    | Jens Weißflog        | DDR              | 215,8  |
| 3    | Pavel Ploc           | Tschechoslowakei | 208,8  |
| 4    | Jiří Parma           | Tschechoslowakei | 207,1  |
| 5    | Klaus Ostwald        | DDR              | 202,9  |
| 6    | Rolf Åge Berg        | Norwegen         | 198,1  |
| 7    | Ole Gunnar Fidjestøl | Norwegen         | 198,0  |
| 8    | Halvor Persson       | Norwegen         | 197,0  |
| 9    | Andreas Felder       | Österreich       | 196,6  |
| 10   | Frank Sauerbrey      | DDR              | 196,2  |

## Bischofshofen
Das Abschlussspringen am Dreikönigstag fand bei strahlendem Sonnenschein statt und war von der Hoffnung des einheimischen Publikums getragen, das Ernst Vettori sich in der Gesamtwertung noch an Klaus Ostwald auf einen Podestplatz vorbeischieben konnte. Doch der Klingenthaler verbesserte bereits im Probedurchgang mit 115 m den Schanzenrekord, so dass die Jury für den Wettbewerb den Anlauf nochmals verkürzte. So kamen nur die Spitzenspringer zu großen Weiten, unter ihnen der Pole Fijas mit der Wettkampbestweite von 111 m. Den Tagessieg machten aber etwas überraschend der Norweger Stjernen und Klaus Ostwald unter sich aus, wobei Ostwald durch einen schwächeren zweiten Sprung um 2,5 Punkte das Nachsehen hatte. Fijas gelang ein beachtlicher dritter Platz. Im Duell Weißflog-Nykänen vermochte es der Finne nicht, nochmals Boden gut zu machen. Im ersten Durchgang kam Weißflog mit 106 m auf den siebenten Rang ein, doch Nykänen konnte mit seinem Sprung von 105,5 m daraus kein Kapital schlagen. Im zweiten Durchgang setzten beide Springer bei 109 m auf, so dass Nykänen letztlich nochmals fast drei Punkte auf Weißflog verlor. Die Hoffnungen der Gastgeber zerstoben bereits im ersten Durchgang, als Vettori mit 103 m wesentlich kürzer als Ostwald sprang.
- Datum: 6. Januar 1985[9]
- Land:  Österreich
- Schanze: Paul-Außerleitner-Schanze

| Pos. | Springer       | Land             | Punkte |
| ---- | -------------- | ---------------- | ------ |
| 1    | Hroar Stjernen | Norwegen         | 221,5  |
| 2    | Klaus Ostwald  | DDR              | 219,0  |
| 3    | Piotr Fijas    | Polen            | 214,0  |
| 4    | Jens Weißflog  | DDR              | 212,7  |
| 5    | Rolf Åge Berg  | Norwegen         | 211,1  |
| 6    | Matti Nykänen  | Finnland         | 209,0  |
| 7    | Pavel Ploc     | Tschechoslowakei | 208,8  |
| 8    | Ernst Vettori  | Österreich       | 208,5  |
| 9    | Jari Puikkonen | Finnland         | 206,5  |
| 10   | Andreas Felder | Österreich       | 204,8  |

## Endstand
Wie im Vorjahr hieß der Tourneesieger Jens Weißflog. War der Sachse damals noch ein Überraschungssieger geworden, gehört er nach seinem kurz darauf folgenden Olympiasieg und dem Sieg im Gesamtweltcup in dieser Saison zu den Tourneefavoriten. Allerdings war die Leistungsspitze breiter geworden, was letztlich auch vier verschiedene Tagessieger zeigten. In der Endabrechnung zeigte sich, dass die drei stabilsten Springer auch die Podestplätze belegten, denn nur diese Drei kamen bei allen vier Springen unter den besten Zehn ein. Speziell die Österreicher Vettori und vor allem Felder verloren besonders in Garmisch zu viele Punkte, um um den Gesamtsieg mitkämpfen zu können. Im Duell der beiden Olympiasieger ließ Weißflog spätestens nach seinem Sieg in Garmisch nie Zweifel an seinem zweiten Tourneesieg aufkommen. Seine Topform untermauerte der Sachse schließlich kurz darauf bei den Weltmeisterschaften, als er Weltmeister von der Normalschanze wurde.
| Rang | Name           | Nation           | Gesamt- wertung | Oberst- dorf | Garmisch- Partenk. | Inns- bruck- | Bischofs- hofen |
| ---- | -------------- | ---------------- | --------------- | ------------ | ------------------ | ------------ | --------------- |
| 01   | Jens Weißflog  | DDR              | 855,3           | 216,7 / 04.  | 210,1 / 01.        | 215,8 / 02.  | 212,7 / 04.     |
| 02   | Matti Nykänen  | Finnland         | 840,6           | 223,9 / 02.  | 188,4 / 08.        | 219,3 / 01.  | 209,0 / 06.     |
| 03   | Klaus Ostwald  | DDR              | 830,2           | 211,7 / 05.  | 196,6 / 03.        | 202,9 / 05.  | 219,0 / 02.     |
| 04   | Ernst Vettori  | Österreich       | 819,1           | 235,4 / 01.  | 183,7 / 10.        | 191,5 / 13.  | 208,5 / 08.     |
| 05   | Pavel Ploc     | Tschechoslowakei | 805,0           | 210,7 / 06.  | 177,3 / 15.        | 208,8 / 03.  | 208,8 / 07.     |
| 06   | Andreas Felder | Österreich       | 803,9           | 220,4 / 03.  | 182,1 / 11.        | 196,6 / 09.  | 204,8 / 10.     |
| 07   | Piotr Fijas    | Polen            | 793,2           | 200,4 / 07.  | 188,8 / 07.        | 190,0 / 14.  | 214,0 / 03.     |
| 08   | Rolf Åge Berg  | Norwegen         | 786,9           | 190,5 / 19.  | 187,2 / 09.        | 198,1 / 06.  | 211,1 / 05.     |
| 09   | Hroar Stjernen | Norwegen         | 784,1           | 189,8 / 20.  | 193,6 / 04.        | 179,2 / 31.  | 221,5 / 01.     |
| 10   | Jiří Parma     | Tschechoslowakei | 781,5           | 184,1 / 28.  | 192,2 / 06.        | 207,1 / 04.  | 198,1 / 16.     |